# Olga Korboet

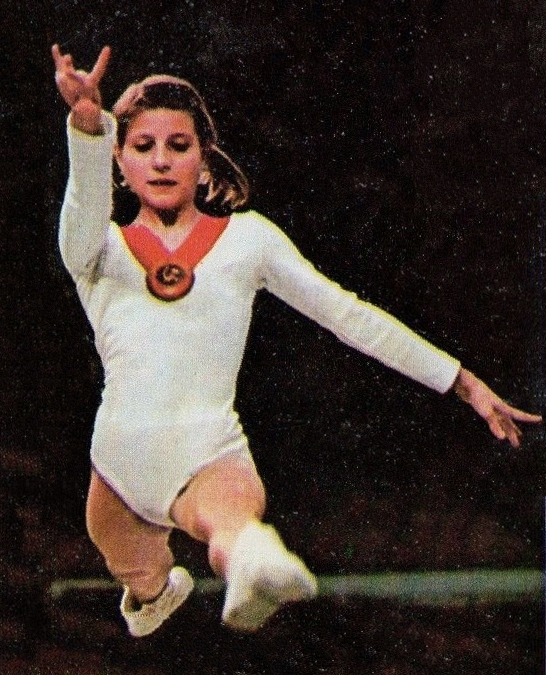
Olga Korboet (c. 1972)

Olga Valentinovna Korboet (Russisch: Ольга Валентиновна Корбут, Wit-Russisch: Вольга Валянцінаўна Корбут) (Grodno, 16 mei 1955) is een Wit-Russische turnster. Korboet vertegenwoordigde haar land, in die tijd de Sovjet-Unie, tijdens de Olympische Zomerspelen 1972 (München) en Olympische Zomerspelen 1976 (Montreal).
Ze behaalde 3 gouden en 1 zilveren medaille in München en 1 gouden en 1 zilveren medaille in Montreal. De Korboet flip door Korboet eerst uitgevoerd op de brug met ongelijke leggers werd naar haar genoemd.

## Biografie
Korboet werd eerst getraind door Jelena Voltsjetskaja die zelf in 1964 olympisch goud pakte en later door Renald Knysj. Voor de Olympische spelen van 1972 had ze weinig deelgenomen aan competities door omstandigheden. Bijna het enige op haar palmares was in de nationale competitie van 1969 in de Sovjet-Unie. Korboet had toen de jonge leeftijd van 15 jaar en behaalde de vijfde plaats. Tijdens haar prestaties aan de brug met ongelijke leggers vertoonde ze enkele spectaculaire bewegingen die nog nooit door iemand waren uitgevoerd en kreeg ze veel goede feedback van de toeschouwers.

## Afbeeldingen

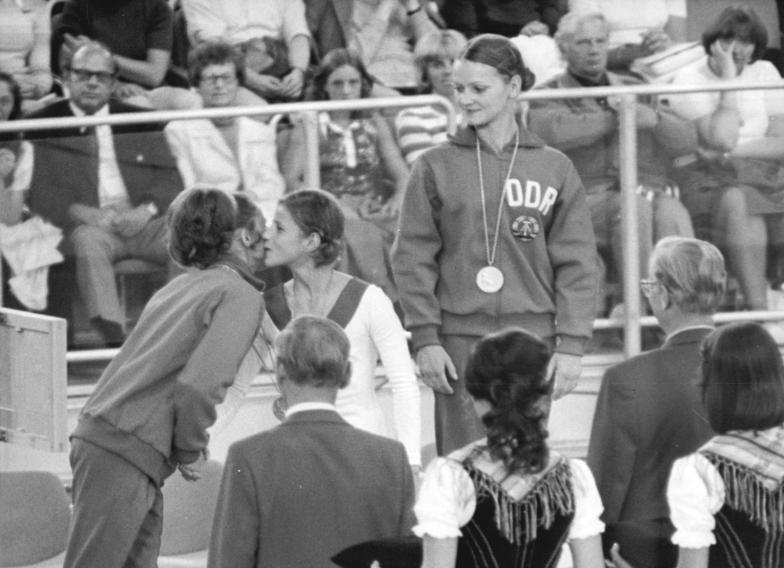
Podium in 1972. Korboet in het wit (midden)
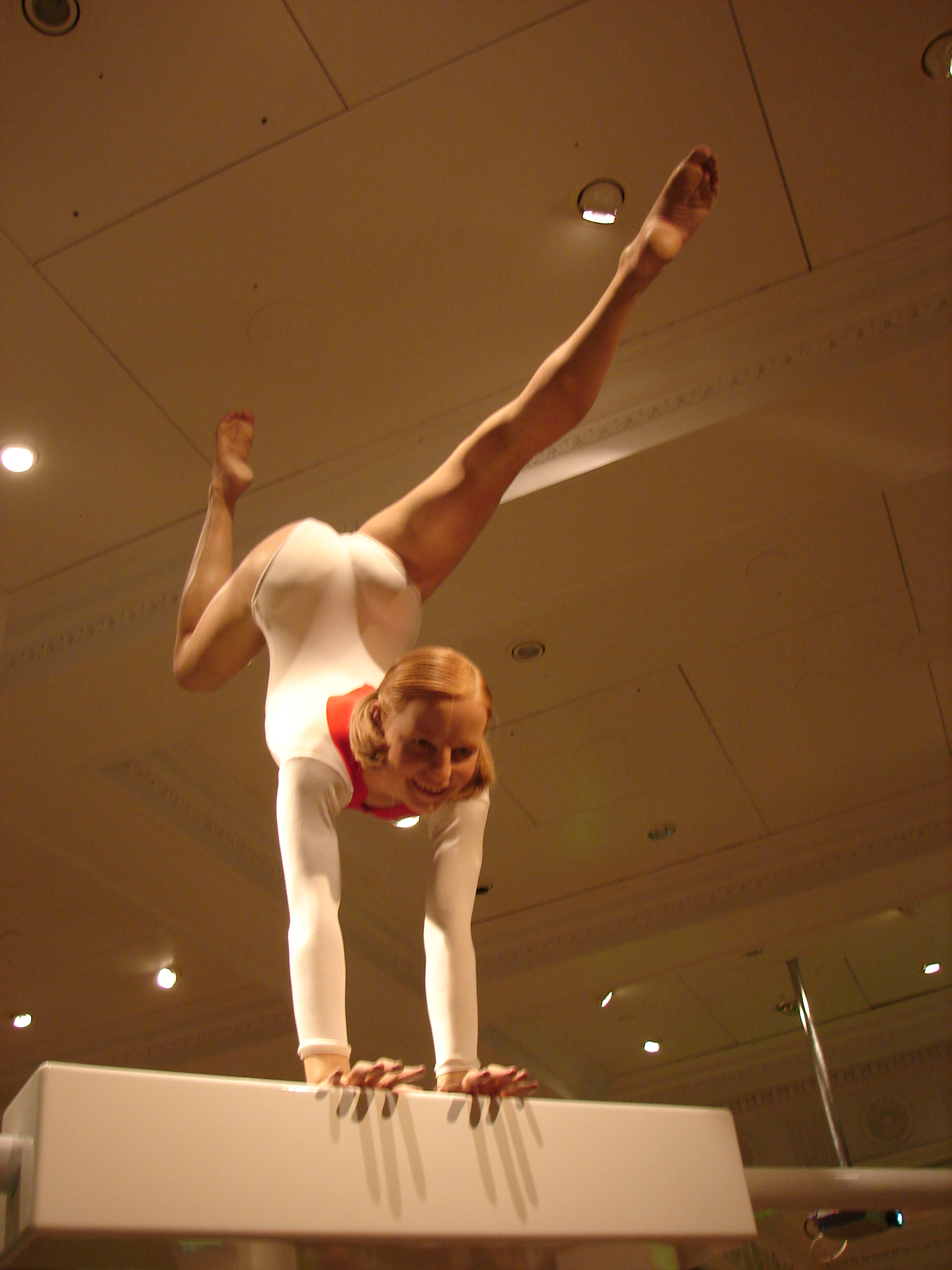
Een wassen replica van Korboet (Madame Tussauds)

| Logo van de Olympische Spelen | Goud | Zilver | Brons | Logo van de Olympische Spelen |
|                               | 4    | 2      | 0     |                               |

- Gemeinsame Normdatei: 118565370
- International Standard Name Identifier: 0000 0000 8181 8664
- Library of Congress Control Number: n50043270
- SNAC: w6n427vz
- Virtual International Authority File: 113881929
- WorldCat: E39PBJfx4VYRwTryM6xhvXGvHC

1952: Nina Botsjarova ·
1956: Ágnes Keleti ·
1960: Eva Bosáková ·
1964: Věra Čáslavská ·
1968: Natalja Koetsjinskaja ·
1972: Olga Korboet ·
1976: Nadia Comăneci ·
1980: Nadia Comăneci ·
1984: Ecaterina Szabo, Simona Păucă ·
1988: Daniela Silivaș ·
1992: Tetjana Lysenko ·
1996: Shannon Miller ·
2000: Liu Xuan ·
2004: Cătălina Ponor ·
2008: Shawn Johnson · 
2012: Deng Linlin · 
2016: Sanne Wevers · 
2020: Guan Chenchen · 
2024: Alice D'Amato
1952: Ágnes Keleti ·
1956: Ágnes Keleti, Larissa Latynina ·
1960: Larissa Latynina ·
1964: Larissa Latynina ·
1968: Věra Čáslavská, Larisa Petrik ·
1972: Olga Korboet ·
1976: Nelli Kim ·
1980: Nadia Comăneci, Nelli Kim ·
1984: Ecaterina Szabo ·
1988: Daniela Silivaș ·
1992: Lavinia Miloşovici ·
1996: Lilija Podkopajeva ·
2000: Jelena Zamolodtsjikova ·
2004: Cătălina Ponor ·
2008: Sandra Izbașa · 
2012: Aly Raisman · 
2016: Simone Biles · 
2020: Jade Carey · 
2024: Rebeca Andrade
1928: Agsteribbe, Burgerhof, De Levie, Nordheim, Polak, Simons, Stelma, Van den Berg, Van den Bos, Van der Vegt, Van Randwijk, Van Rumt ·
1936: Bärwirth, Bürger, Frölian, Iby, Meyer, Pöhlsen, Schmitt, Sohnemann ·
1948: Honsová, Kovářová, Misáková, Müllerová, Růžičková, Šilhánová, Srncová, Veřmiřovská ·
1952: Gorochovskaja, Botsjarova, Minaitsjeva, Oerbanovitsj, Danilova, Sjamrai, Dzjoegeli, Kalintsjoek ·
1956: Manina, Latynina, Moeratova, Kalinina, Astachova, Jegorova ·
1960: Moeratova, Latynina, Astachova, Ljoechina, Ivanova, Nikolajeva ·
1964: Latynina, Astachova, Voltsjetskaja, Zamotajlova, Manina, Gromova ·
1968: Koetsjinskaja, Voronina, Petrik, Karasjova, Toerisjtsjeva, Boerda ·
1972: Toerisjtsjeva, Korboet, Lazakovitsj, Boerda, Saadi, Kosjel ·
1976: Filatova, Grozdova, Kim, Korboet, Saadi, Toerisjtsjeva ·
1980: Davydova, Filatova, Kim, Naimoesjina, Sjaposjnikova, Zacharova ·
1984: Szabo, Cutina, Păucă, Grigoraș, Stănuleț, Agache ·
1988: Baitova, Sjevtsjenko, Strazjeva, Lasjtsjenova, Boginskaja, Sjoesjoenova ·
1992: Boginskaja, Lysenko, Galijeva, Goetsoe, Groedneva, Tsjoesovitina ·
1996: Miller, Dawes, Strug, Moceanu, Phelps, Chow, Borden ·
2000: Răducan, Amânar, Olaru, Boboc, Isărescu, Presăcan ·
2004: Ban, Eremia, Ponor, Roșu, Șofronie, Stroescu ·
2008: Yang, Cheng, Jiang, Deng, He, Li ·
2012: Douglas, Maroney, Raisman, Ross, Wieber ·
2016: Biles, Douglas, Hernandez, Kocian, Raisman ·
2020: Achajmova, Listoenova, Melnikova, Oerazova ·
2024: Biles, Carey, Chiles, Lee, Rivera
1934: Bajerová, Děkanová, Foltová, Hajková, Jarusková, Veřmířovská ·
1938: Bajerová, Dekanová, Dobešová, Foltová, Hajková, Jarusková, Pálfyová, Veřmířovská ·
1950: Berggren, Blomberg, Lindberg, Ljungström, Nordin, A.-S. Pettersson, G. Pettersson, Sandahl ·
1954: Botsjarova, Danilova, Gorochovskaja, Latynina, Manina, Moeratova, Roedko, Sjarabidze ·
1958: Astachova, Borisova, Ivanova,  Latynina, Manina, Moeratova ·
1962: Astachova, Ivanova, Latynina, Manina, Moeratova, Pervoesjina ·
1966: Čáslavská, Košťálová, Krajčírová, Kubičková, Řimnáčová, Sedláčková ·
1970: Boerda, Karasjova, Lazakovitsj, Petrik, Toerisjtsjeva, Voronina ·
1974: Dronova, Kim, Korboet, Saadi, Sicharoelidze, Toerisjtsjeva ·
1978: Agapova, Arzjannikova, Filatova, Kim, Moechina, Sjaposjnikova ·
1979: Comăneci, Dunca, Eberle, Ruhn, Turner, Vlădărău ·
1981: Bitsjerova, Davydova, Filatova, Ilenko, Polevaja, Zacharova ·
1983: Bitsjerova, Frolova, Ilenko, Mostepanova, Sjisjova, Joertsjenko ·
1985: Baraksanova, Kolesnikova, Mostepanova, Omeljantsjyk, Sjoesjoenova, Joertsjenko ·
1987: Dobre, Golea, Popa, Silivaș, Szabo, Voinea ·
1989: Baitova, Boginskaja, Doednyk, Lasjtsjenova, Sazonenkova, Strazjeva ·
1991: Boginskaja, Tsjoesovitina, Galijeva, Goetsoe, Kalinina, Lysenko ·
1994: Amânar, Gogean, Hațegan, Loaieș, Mărănducă, Miloșovici, Presăcan ·
1995: Amânar, Cacovean, Gogean, Hategan, Marinescu, Miloșovici, Presăcan ·
1997: Amânar, Gogean, Marinescu, Presăcan, Țugurlan, Ungureanu ·
1999: Amânar, Boboc, Isărescu, Olaru, Răducan, Ungureanu ·
2001: Boboc, Cojocar, Ionescu, Răducan, Stroescu, Ulmeanu ·
2003: Humphrey, Kupets, Memmel, Patterson, Schwikert, Vise ·
2006: Fei, Ning, Ya, Panpan, Nan, Zhuoru ·
2007: Hong, Johnson, Liukin, Peszek, Sacramone, Worley ·
2010: Afanasjeva, Dementeva, Koerbatova, Moestafina, Nabiëva, Semenova ·
2011: Douglas, Maroney, Raisman, Sacramone, Vega, Wieber ·
2014: Baumann, Biles, Desch, Kocian, Locklear, Ross, Skinner ·
2015: Biles, Douglas, Dowel, Kochian, Nichols, Raisman, Skinner ·
2018: Biles, Eaker, Hurd, McCallum, McCusker, Smith · 
2019: Biles, Carey, Eaker, Lee, McCallum · 
2022: Chiles, Jones, Carey, Wong, Blakely
· 2023: Biles, Blakely, Jones, Roberson, Wong